# Basilikon

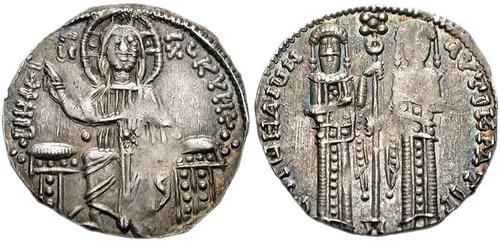
Una de las primeras basilika emitidas, con un Cristo sentado y las figuras de pie de Andrónico II y Miguel IX sosteniendo un lábaro entre ellos. La leyenda dice ΘΕΕ ΒΟΗΘΕΙ AYTOKPATOPEC PWMAIWN ("Dios ayuda a los emperadores de los romanos").

El basilikon (Del griego: βασιλικόν [νόμισμα], "imperial [moneda]"), comúnmente también conocido como el doukaton (Del griego: δουκάτον), fue una moneda de plata bizantina de amplia circulación en la primera mitad del siglo XIV. Su introducción marcó el regreso al uso generalizado de las monedas de plata en el Imperio Bizantino, y presagió el abandono total de las monedas de oro a mediados de siglo.

## Historia

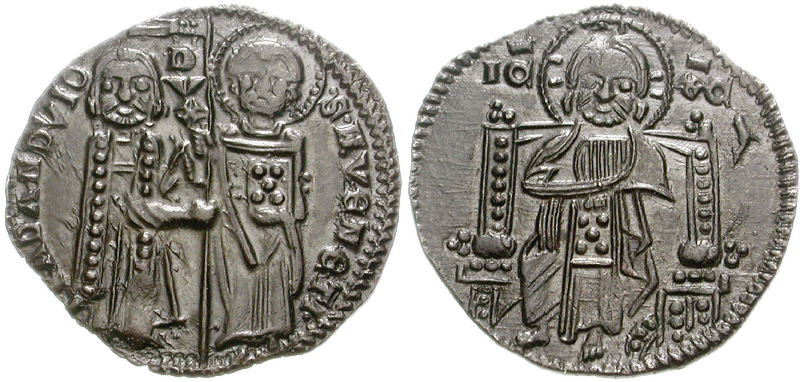
Ducado veneciano de plata (Matapan) de Francesco Dandolo, hacia 1328. La similitud de la iconografía con el basilikon es evidente

El basilikon fue introducido poco antes de 1304 por el emperador Andrónico II Paleólogo (r. 1282-1328), en imitación directa del ducado de plata o grosso veneciano, principalmente para pagar a los mercenarios de la Compañía Catalana. La moneda bizantina seguía de cerca la iconografía del modelo veneciano, con un Cristo sentado en el anverso y las dos figuras de pie de Andrónico II y su hijo y coemperador Miguel IX Paleólogo (r. 1294-1320) sustituyendo a San Marcos y al dux de Venecia en el reverso. La similitud se vio reforzada por el nombre de la nueva moneda: el ducato, la "moneda del dux", se convirtió en el basilikon, la "moneda del basileo", aunque las fuentes griegas contemporáneas suelen llamar a ambos doukatones.
El basilikon era de plata de alta ley (0,920), plano y no cóncavo (escifato) como otras monedas bizantinas, pesaba 2,2 gramos y se comercializaba oficialmente a razón de 1 a 12 con el hiperpirón de oro o dos keratia, la tasa tradicional de la acuñación bizantina de plata desde los días del hexagrama y la miliaresion. Sin embargo, la tasa real era normalmente más baja y fluctuaba en función de la evolución del precio de la plata: las fuentes contemporáneas indican tasas reales de 12,5, 13 o 15 basilika al hiperpirón. También se sabe que se han acuñado ejemplos de media-basilika.
Sin embargo, en los decenios de 1330 y 1340, el peso del basilikon se redujo, como resultado de una escasez de plata que afectó a toda Europa y el Mediterráneo, y que descendió a 1,25 gramos a finales del decenio de 1340. Dejó de ser acuñado en la década de 1350, y fue reemplazado alrededor de 1367 por el nuevo y más pesado stavraton.